# Bataille d'Alcañiz
Guerre d'indépendance espagnole
Batailles
- Valls (1re)
- 2e Molins de Rei (03-1809) (ca)
- Gérone
- Alcañiz
- María-Belchite
- Mollet
- Vich
- Villafranca (2e)
- Lérida
- Mequinenza
- La Bisbal
- Tortose
- Valls (2e)
- Tarragone (1er)
- Montserrat
- Sagonte
- Valence
- Castalla (1er)
- Castalla (2e)
- Tarragone (2e)
- Ordal

La bataille d'Alcañiz se déroule le 23 mai 1809, pendant la guerre d'Espagne. L'armée espagnole du général Blake y bat les Français commandés par le général Suchet. À la suite de cette défaite, ce dernier se replie jusqu'à Saragosse, située à une centaine de kilomètres d'Alcañiz.

## Contexte
Le 18 mai, le général Blake attaque la droite de la 1re division du corps de Suchet et s'empare d'Alcañiz, contraignant Suchet à rappeler la division Musnier et la brigade Habert.

## Déroulement
L'assaut principal est mené par le général Fabre contre le mamelon fortifié de Las Horcas qui couvre le pont de Guadalope. Parvenus au pied du mamelon, les Français sont arrêtés par une coupure et se replient sous le feu intense des Espagnols.

## Conséquences
Les Français comptent 800 tués et blessés,, tandis que les Espagnols ne perdent que 300 hommes,.
Le général Suchet retraite jusqu'à Saragosse après la bataille,.